# 3948 Bohr
3948 Bohr este un asteroid din centura principală, descoperit pe 15 septembrie 1985 de Poul Jensen.